# Andreas Pokorny
Andreas Pokorny (* 18. Juni 1968 in Chorzów, Polen) ist ein ehemaliger deutscher Eishockeyspieler, der während seiner aktiven Karriere zwischen 1985 und 2003 unter anderem für den ECD Iserlohn, die Kölner Haie, Adler Mannheim und Iserlohn Roosters in der Bundesliga bzw. Deutschen Eishockey Liga (DEL) aktiv war. Mit den Haien wurde er dreimal Deutscher Meister. Von 2012 bis 2024 war er Bundestrainer der deutschen Para-Eishockey-Nationalmannschaft.

## Karriere
Andreas Pokorny kam mit seinen Eltern im Alter von 14 Jahren nach Deutschland und spielte dort zunächst für eine Schülermannschaft des Königsborner SV. Nach einem Jahr wechselte er in die Nachwuchsabteilung des ECD Iserlohn. Ab 1985 kam er zunehmend auch zu Einsätzen im Profiteam des ECD in der Bundesliga. Während der regulären Saison erhielt der damals 17-jährige Verteidiger zwar noch wenig Eiszeit. Als sich jedoch Sepp Klaus verletzte, setzte ihn der Trainer Jan Eysselt regelmäßig ein, sodass Pokorny in den Play-offs gemeinsam mit Earl Spry die zweite Verteidigungsreihe bildete. Im dritten Viertelfinalspiel gegen den Landshuter EV schoss Pokorny nach Vorlage von Danny Held und Mike Bruce von der linken Seite aus das 1:0 gegen Landshuts Torwart Rupert Meister. Das 2:0 bereitete er vor und konnte in der 53. Minute nach Vorlage von Martti Jarkko den 3:2-Siegtreffer erzielen. Im zweiten Halbfinalspiel gegen die Kölner Haie bereitete er beide Treffer zum 2:0-Endstand vor und war damit maßgeblich an der einzigen Niederlage der Kölner beteiligt. Das Erreichen des Halbfinales ist bis heute einer der größten Erfolge der Iserlohner Eishockeygeschichte.
Im nächsten Jahr schloss er sich den Haien an, die ihm ein Angebot gemacht hatten. Er spielte meistens mit Udo Kießling in einer Reihe, der den jungen Verteidiger an das Profieishockey heranführte. Pokorny spielte insgesamt neun Jahre in Köln und gewann drei deutsche Meisterschaften und wurde dreimal Vizemeister und übernahm eine führende Rolle in der Verteidigung der Haie. Hier wurde er auch Nationalspieler und nahm an drei Weltmeisterschaften teil. In der Saison 1993/94 spielte er für die Adler Mannheim. 1996 wechselte er dann von Köln wieder zurück nach Iserlohn, wo der Iserlohner EC in der zweithöchsten Spielklasse aktiv war. Es folgten weitere drei Jahre in der zweiten Liga, bevor er zur Saison 2000/01 ein zweites Mal ins Sauerland zurückkehrte. Damit ist er der einzige Spieler, der für alle drei Organisationen der Iserlohner Eishockeygeschichte – ECD, IEC und Roosters – gespielt hat. Im Jahr 2002 wechselte er zum EV Duisburg. Nach der Saison 2002/03 beendete er seine Spielerkarriere.

### Trainerlaufbahn
Nach seinem Karriereende absolvierte Pokorny einen Trainerlehrgang und ist im Besitz des B-Scheines, womit er bis einschließlich zur 2. Eishockey-Bundesliga trainieren darf. 2006 übernahm er die Young Wild Roosters in der Regionalliga NRW. Von 2008 bis 2010 war er Cheftrainer bei Lippe-Hockey-Hamm. Von 2012 bis 2024 war er Cheftrainer der deutschen Para-Eishockey-Nationalmannschaft.

## Erfolge und Auszeichnungen
- 1987 Deutscher Meister mit den Kölner Haien
- 1988 Deutscher Meister mit den Kölner Haien
- 1995 Deutscher Meister mit den Kölner Haien
- 1996 Iserlohns Sportler des Jahres
- 2000 Meister der 2. Bundesliga und Aufstieg in die DEL mit der Düsseldorfer EG

### International
- 1987 Goldmedaille bei der U20-Junioren-B-Weltmeisterschaft

## Karrierestatistik

### International
Vertrat Deutschland bei:
| - U18-Junioren-Europameisterschaft 1985 - U18-Junioren-Europameisterschaft 1986 - U20-Junioren-B-Weltmeisterschaft 1987 - U20-Junioren-Weltmeisterschaft 1988 | - Weltmeisterschaft 1989 - Weltmeisterschaft 1990 - Weltmeisterschaft 1991 |

(Legende zur Spielerstatistik: Sp oder GP = absolvierte Spiele; T oder G = erzielte Tore; V oder A = erzielte Assists; Pkt oder Pts = erzielte Scorerpunkte; SM oder PIM = erhaltene Strafminuten; +/− = Plus/Minus-Bilanz; PP = erzielte Überzahltore; SH = erzielte Unterzahltore; GW = erzielte Siegtore; 1 Play-downs/Relegation; Kursiv: Statistik nicht vollständig); 2ohne Saison 1998/99; 3nur Saison 1998/99